# IC 2049
IC 2049 — галактика типу SBcd () у сузір'ї Сітка.
Цей об'єкт міститься в оригінальній редакції індексного каталогу.